# Andrei Meireles
Andrei Meireles de Almeida (Goiânia, Goiás, 11 de agosto de 1952) é um jornalista brasileiro. Atua na imprensa brasileira há mais de 40 anos, trabalhou nas redações dos principais jornais e revistas do país, como Jornal O Globo e revistas Istoé e Época. É um dos cinco fundadores do site Os Divergentes, especializado em análise política e já recebeu vários prêmios.

## Biografia
Nascido em Goiânia, Goiás, filho de Alberto Xavier de Almeida e Maria Stela Meireles de Almeida. É neto do ex-governador de Goiás, Dr. José Xavier de Almeida. Começou a vida profissional no início da década de 70 como crítico de música no Diário de Brasília. O talento para o jornalismo político acabou sendo descoberto e ainda muito jovem foi trabalhar como repórter especial do jornal O Globo. Também foi editor de política do Jornal de Brasília e trabalhou como repórter especial nas revistas IstoÉ e Época. Por mais de 10 anos foi comentarista político do boletim diário da revista Época na rádio CBN. Em 2015 foi o principal colunista político do portal Fato Online. Em 2016 fundou, ao lado de outros quatro jornalistas de Brasília, o site Os Divergentes, voltado ao noticiário político nacional.
Filiado ao PCB, antigo "partidão", Andrei foi dirigente sindical. Em 1977, ao lado de outros jornalistas como Carlos Marchi, Helio Doyle e Armando Rollemberg, articulou a eleição do grande colunista político brasileiro Carlos Castelo Branco para a presidência do Sindicato dos Jornalistas Profissionais do Distrito Federal, considerada uma vitória na luta pela redemocratização. O fato é descrito na biografia de Castelinho "Todo Aquele Imenso Mar de Liberdade", páginas 319 a 324, Editora Record, 2015, escrito pelo jornalista Carlos Marchi.

## Prêmios
Andrei Meireles é um dos mais premiados jornalistas brasileiros sendo ganhador de dois Prêmio Esso de jornalismo e três prêmios Embratel, incluindo o grande prêmio Barbosa Lima Sobrinho de jornalismo.

## Principais reportagens
O primeiro prêmio Esso veio com a série de reportagens publicadas pela revista Istoé em 1999 denunciando o envolvimento do então ministro da Defesa do governo Fernando Henrique Cardoso, Élcio Álvares, com o crime organizado no Espírito Santo. As matérias resultaram na demissão de Élcio Álvares e em vários processos contra políticos poderosos no Estado. Em 2001 Andrei ganhou o segundo Esso e o primeiro prêmio Embratel de jornalismo pelo rumoroso caso do Painel do Senado, também publicado pela revista Istoé. A reportagem revelou o envolvimento dos senadores Antônio Carlos Magalhães e José Roberto Arruda, na violação do sigilo da votação da cassação do ex-senador Luiz Estevam. A denúncia fez com que o jornalista fosse depor no Conselho de Ética do Senado Federal para falar sobre as denúncias que havia publicado. A série de reportagens resultou na renúncia dos dois senadores envolvidos no escândalo.
Na revista Época Andrei Meireles faturou dois prêmios Embratel de jornalismo. O primeiro veio em 2004 com a matéria sobre o caso Waldomiro Diniz. Foi a primeira denúncia grave de corrupção dentro do governo de Luiz Inácio Lula da Silva envolvendo um dos assessores mais próximos do ex-ministro José Dirceu. A matéria teve grande repercussão no meio político e jornalístico brasileiro. O grande prêmio Embratel Barbosa Lima Sobrinho veio em 2009 com a reportagem revelando que o ex-diretor do Senado João Carlos Zoghbi usou uma ex-babá, na época com 83 anos, como laranja em várias empresas para receber dinheiro de bancos credenciados pelo Senado para oferecer empréstimos consignados aos servidores da Casa.
Andrei Meireles também foi responsável por denúncias importantes veiculadas pela imprensa nacional como as ligações de políticos com o bicheiro goiano Carlinhos Cachoeira, especialmente o então senador Demóstenes Torres, que acabou sendo cassado pelos colegas. Também denunciou a existência de um bunker no Senado Federal usado pelo então diretor daquela Casa Legislativa, o deputado distrital Agaciel Maia. Ainda no Legislativo, descobriu e publicou matéria revelando que o caseiro da famosa Casa da Dinda, residência oficial do senador e ex-presidente Fernando Collor era pago com dinheiro do Senado.